# TOKYO喫茶
TOKYO喫茶（トーキョーきっさ）は、日本の女性ダンス＆ボーカルアイドルユニット。2015年に結成され、2022年に活動を終了した。

## 歴史
スカパー!「ダンスチャンネル」のオーディション番組『舞勇伝』にて誕生。佐々木喫茶、SAWA、RIKEがプロデュースを担当した。ファンの総称は東京のスターという意味を込めて「トースター」（命名は澤田幸来）。
メンバーの過半数が受験生となるため、2017年9月23日のワンマンライブをもってグループとしての活動を休止し、リーダー兼マネージャーの白井萌花が卒業。活動休止期間中の2018年4月21日付で、進路上の都合により澤田幸来、青山愛、和栗きあらの3名が卒業。
2018年6月24日の渋谷Gladでのライブにて、3人体制で活動再開。2019年1月31日に渋谷WWWでワンマンライブを開催し、5月25日の渋谷Gladでのライブを持ってグループとしての活動を終了。5月31日に咲ふうあはアイドル活動を卒業し事務所を退所。小泉茜、三宮愛海は事務所に残り、TOKYO喫茶の楽曲を引き継いだ新グループ立ち上げ予定と発表。
2019年9月15日、新グループ構想を白紙に戻し、これまでの楽曲に加えエアリーズエンタテインメントの楽曲を加え「TOKYO喫茶」として再スタートすることを発表。10月以降の活動から正式に「TOKYO喫茶」として再始動。2020年から所属事務所をギザギザワークス（会社解消）から「ON THE STAGE」に変更。
2022年2月14日をもってライブ活動を終了した。

## メンバー

### 活動終了時のメンバー
| 氏名                          | 担当色 | 生年月日              | 好きなもの/特技                                                     | プロフィール                                                                        |
| ----------------------------- | ------ | --------------------- | ------------------------------------------------------------------- | ----------------------------------------------------------------------------------- |
| 小泉 茜 （こいずみ あかね）   | 赤     | 1999年1月31日（26歳） | ★キャプテン担当 - カレー - フラダンス、タヒチアンダンス、パンキング | - COOL JAPAN dance showcase FDJ賞 - 全国高等学校フラダンス甲子園 最優秀賞文部大臣賞 |
| 三宮 愛海 （さんのみや あみ） | 黄     | 2002年6月13日（22歳） | ★アオリ担当 - トマトとレモンが大好きだった…                         |                                                                                     |

### 卒業メンバー
| 氏名                            | 担当色                  | 生年月日               | 好きなもの/特技                                    | プロフィール |
| ------------------------------- | ----------------------- | ---------------------- | -------------------------------------------------- | --- |
| 咲 ふうあ （さき ふうあ）       | 水色                    | 2001年9月28日（23歳）  | ・ダンスリーダー担当 ・和菓子 ・化学式             | ※2016年8月加入。2019年5月25日卒業。 【CM】 - ポカリ〜ぼくらの放課後編〜 - ポカリ〜ガチダンスギネス記録編〜サポートメンバー - 資生堂 StrongSoul - キャプテン翼たたかえドリームチーム 【モデル】 - 黄帝心仙人プロデュースstep by teens ever *ダンスウェアen4thキッズモデル |
| 澤田 幸来 （さわだ さいら）     | 紫                      | 1999年11月26日（25歳） | - ディズニー                                       | 2018年4月21日卒業 【受賞】 - LLダンスコンテスト9月予選一般部門 優勝 - 芸王ダンスグランプリたまプラーザテラス大会一般部門 準優勝 - PEEPSダンスコンテスト一般部門 準優勝                                                                                                   |
| 青山 愛 （あおやま あい）       | ピンク                  | 2002年8月2日（22歳）   | パンダ                                             | 【受賞歴】 ・POP CORN KIDS DANCE CONTEST ソロ部門 優勝 ・六芸神キッズダンスコンテストソロU-15部門 優勝 ・ Soulm8 DANCE CONTEST2015決勝大会 小学生ソロ部門 優勝(年間チャンピオン) など ・2018年4月21日卒業                                                                |
| 和栗 きあら （わぐり きあら）   | 緑                      | 2002年11月26日（22歳） | 白岡今日花（Task have Fun）                        | 2018年4月21日卒業 |
| 白井 萌花 （しらい もえか）     | 白                      | 1996年5月22日（28歳）  | - 辛いもの - ラーメン/担々麺 - さけるチーズ - 家電 | - 元POP'N KISS、ALLOVERメンバー - TOKYO喫茶の初代リーダー兼プレイングマネージャー - 2017年9月23日のワンマンをもってTOKYO喫茶を卒業 - 2021年1月 - 2022年1月24日 PATI_PATI_CANDY...☆メンバー                                                                               |
| CoCoRo （こころ）               | ※担当カラー導入前に卒業 | 2004年4月23日（20歳）  |                                                    | 2016年7月卒業 |
| 堀川 ルデア （ほりかわ るであ） | オレンジ                | 2004年2月11日（21歳）  | - スペイン語 - ヒップホップダンス                  | 体調不良のため2016年7月から活動休止中（※事実上卒業） |

## ディスコグラフィー

### 2016年
- 3曲入りCD【CD-R/2016.1.31】
  1. ジグザグノンストップ（作詞・作曲：SAWA）
  2. ストレスもレス（作詞・作曲：RIKE）
  3. トーキョーキッサ（作詞・作曲：佐々木喫茶）
- 2曲入りCD【CD-R/2016.2.21】
  1. Bitter＆Sweet（作詞・作曲：RIKE）
  2. ハリラリホー（作詞・作曲：RIKE）
- ハイパーアロハオエ【CD-R/2016.3.31】
  1. ハイパーアロハオエ（作詞・作曲：SAWA）※ジャケットデザイン：小泉茜
- アルバム「ライジング太陽」【全国流通アルバム/2016.6.28】
  1. ライジング太陽（作詞・作曲：佐々木喫茶）
  2. ジグザグノンストップ（作詞・作曲：SAWA）
  3. ストレスもレス（作詞・作曲：RIKE）
  4. ハリラリホー（作詞・作曲：RIKE）
  5. ハイパーアロハオエ（作詞・作曲：SAWA）
  6. Bitter＆Sweet（作詞・作曲：RIKE）
  7. 恋してんのしってんの？（作詞・作曲：佐々木喫茶）※派生ユニット「あほ四天王＋1」
  8. トーキョーキッサ（作詞・作曲：佐々木喫茶）
  9. ボーナストラック【2016.5.白井フェスライブ音源】
- 3曲入りCD【CD-R/2016.9.25】
  1. ピッカピカ賛美歌（作詞・作曲：佐々木喫茶）
  2. 9＆1style（作詞・作曲：RIKE）
  3. 気まぐれスパークリング（作詞・作曲：SAWA）
- あ（CD-R/2016.10.9）
  1. あ（作詞・作曲：佐々木喫茶）※派生ユニット「あほ四天王＋1」
- 2曲入りCD【CD-R/2016.12.10】
  1. ハーリアップトーキョー（作詞・作曲：佐々木喫茶）
  2. ニュートーキョーキッサ（作詞・作曲：佐々木喫茶） ※歌詞と歌パートがCoCoRoから咲ふうあに変更されたバージョン

### 2017年
- NADESHIKO PARADE【全国流通アルバム/2017.5.3】
  1. NADESHIKO PARADE（作詞・作曲：佐々木喫茶）
  2. 彩れっ!プレイグラウンド（作詞・作曲：SAWA）
  3. わいわいWILD（作詞・作曲：RIKE）
  4. ハリーアップトーキョー（作詞・作曲：佐々木喫茶）
  5. あ（作詞・作曲：佐々木喫茶）※派生ユニット「あほ四天王＋1」
  6. 9&1style!（作詞・作曲：RIKE）
  7. 気まぐれスパークリング（作詞・作曲：SAWA）
  8. ピッカピカ賛美歌（作詞・作曲：佐々木喫茶）
- 大阪遠征費用カンパCD【CD-R/2017.5.21】
  1. TOKYO喫茶SE
  2. アホ出囃子
  3. ピッカピカリミックス 　　※2017年8月の大阪喫茶フェス遠征費用捻出のための特別CD
- 真っ白な夢の中で【CD-R/2017.7.17】
  1. 真っ白な夢の中で（作詞・作曲：佐々木喫茶）※白井萌花参加ラストシングル

### 2018年
- アオ（小泉茜ソロ曲 - 作詞：小泉茜/作曲：佐々木喫茶）
- 両A面シングル【CD-R/2018.7.8】
  1. トゥナイトゥナイ（作詞・作曲：佐々木喫茶）
  2. BOYS & GIRLS（作詞・作曲：佐々木喫茶）
- 居場所（咲ふうあソロ曲 - 作詞：咲ふうあ/作曲：佐々木喫茶）

### 2019年
- トーキョースーパードリーマー【配信限定アルバム/2019.4.29】
  1. ライジング太陽（作詞・作曲：佐々木喫茶）
  2. ジグザグノンストップ（作詞・作曲：SAWA）
  3. ストレスもレス（作詞・作曲：RIKE）
  4. ハイパーアロハオエ（作詞・作曲：SAWA）
  5. Bitter&Sweet（作詞・作曲：RIKE）
  6. 恋してんのしってんの？（作詞・作曲：佐々木喫茶）
  7. NADESHIKO PARADE（作詞・作曲：佐々木喫茶）
  8. 彩れっ!プレイグラウンド（作詞・作曲：SAWA）
  9. わいわいWILD（作詞・作曲：RIKE）
  10. ハリーアップトーキョー（作詞・作曲：佐々木喫茶）
  11. あ（作詞・作曲：佐々木喫茶）※歌詞は3人用に変更
  12. 9&1style!（作詞・作曲：RIKE）
  13. 気まぐれスパークリング（作詞・作曲：SAWA）
  14. ピッカピカ賛美歌（作詞・作曲：佐々木喫茶）
  15. 真っ白な夢の中で（作詞・作曲：佐々木喫茶）
  16. トゥナイトゥナイ（作詞・作曲：佐々木喫茶）
  17. BOYS & GIRLS（作詞・作曲：佐々木喫茶）
  18. ハリラリホー（作詞・作曲：RIKE）※三宮愛海ソロバージョン
  19. 学校終わってまた明日なんてつまらない（作詞：咲ふうあ　作曲：佐々木喫茶）※咲ふうあソロ曲 ※ライブ発表時の「居場所」からタイトルを変更
  20. アオ（作詞：小泉茜　作曲：佐々木喫茶）※小泉茜ソロ曲
  21. トーキョースーパードリーマー（未CD化 / 作詞・作曲：佐々木喫茶）
  22. 未来へのLETTER（作詞・作曲：RIKE）
  23. エナジー&シナジー（作詞・作曲：SAWA）
  24. トーキョーキッサ（作詞・作曲：佐々木喫茶）※既存曲全曲の3人体制での再録音に加え、3人のソロ曲を収録

※アルバム作成費用のためのクラウドファンディング支援者にはリターンとしてCD版が送られた

### 2020年
- WND～青空の下で～（作曲編曲：小西音寧　作詞：小泉茜　小西音寧）【CD-R/2020.12】

※フォトブックとのセットでの通信販売のみ

### 番外
- 白井よでてこい【CD-R/2017.5.21】（作詞・作曲・歌：SAWA）

　※白井萌花生誕用に作られたスペシャルソング。売上はSAWAから白井へのプレゼント資金に活用された。

## ライブ・イベント
- 2016年1月24日：TOKYO喫茶発主催ライブ（新宿レッドノーズ）
- 2016年3月8日：佐々木喫茶フェスティバル（渋谷glad）
- 2016年3月11日：サワソニ24（渋谷glad）
- 2016年4月5日：TOKYO喫茶×渋谷WWW主催ライブ「TOKYO喫茶Ｘ」
- 2016年4月16日:1stシングル&2ndシングルインストアイベント（タワーレコード新宿店）
- 2016年4月29日：春のKOTO祭り（渋谷glad）
- 2016年5月23日：リーダー白井萌花20歳生誕記念ライブ（渋谷glad）
- 2016年6月26日：アイドル甲子園（新木場スタジオコースト）
- 2016年6月28日：全国流通1stアルバムライジング太陽リリースパーティ（新宿レッドノーズ）
- 2016年7月18日：ライジング太陽発売記念イベント（六本木VARIT）
- 2016年8月7日：あほ四天王+1主催早朝イベント「あ、時間間違えたvol.1」（渋谷WOMB）
- 2016年8月13日：アイドル甲子園（新木場スタジオコースト） ※新メンバー咲ふうあ初ライブ
- 2016年8月28日：あほ四天王+1主催イベント「真夏の怪談ライブ」（渋谷WOMB）
- 2016時9月11日：サワソニキャンプ（水海道あすなろの里）
- 2016年9月27日：咲ふうあ生誕ライブ（新宿レッドノーズ）
- 2016年10月9日：TOKYO喫茶発ワンマンライブ～白井からの試練～（渋谷glad）
- 2016年10月15日：アイドル甲子園（新宿BLAZE）
- 2016年10月23日：
  - あほ四天王+1主催「あ、時間間違えたvol2」（渋谷WOMB）
  - あほ四天王+1主催「あ、値段間違えたvol.1&vol.2」（青山月見ル君想フ）
- 2016年10月24日：秋のKOTO祭り（渋谷WWWX）
- 2016年11月26日：
  - TOKYO喫茶無料ワンマンライブ～白井の決意～（新宿MARZ）
  - 幸来&きあらW生誕祭（新宿MARZ）
- 2016年12月10日：白井萌花フェスvol.2（六本木VARIT）
- 2016年12月11日：ハリーアップトーキョー発売記念イベント（渋谷glad）
- 2016年12月18日：あほ四天王+1主催イベント「クリスマス喫茶」（下北沢ERA）
- 2017年2月4日：TOKYO喫茶発冠主催ライブ「TOKYO喫茶フェスvol.1」（渋谷WOMB）
- 2017年2月13日：SAWA&能登有紗アルバム同時リリース記念イベント「いじっぱりワールド」A.O（新宿MARZ）